# XTC
XTC는 잉글랜드의 뉴웨이브 밴드이다. 30년이 넘는 활동 기간 동안 더 잼을 위시한 펑크 록/뉴웨이브와 블러로 대표되는 브릿팝 사이에 가교를 놓았다는 평가를 받고 있다.

## 역사
1972년 콜린 몰딩과 앤디 파트리지를 중심으로 스윈던에서 결성되었다. 헬륨 키즈나 스타 파크로 활동하면서 NME에서 '주목할만한 지방 밴드'에 실리는 성과를 얻다가 1976년 키보디스트를 영입해 XTC로 확정하고 정식으로 발족했다. 초창기에는 뉴욕 돌즈 같은 글램 록을 했다. 1977년 버진 레코드와 계약을 체결한 그들은 때마침 일어난 펑크 록과 포스트 펑크 붐에 힘입어 데뷔 앨범인 White Music을 발매한다.
세번째 앨범 Drums and Wires에서 데이브 그레고리가 합류하면서 1960년대 풍 기타 사운드를 내세운 이들은 후에 U2 프로듀서로 유명해지는 스티브 릴리화이트를 기용하고 송라이팅에서도 발전을 이뤄내면서 호평을 듣게 된다.
다음으로 내놓은 Black Sea와 English Settlement도 좋은 평가를 받았지만 1982년 앤디 파트리지가 약물 중독으로 발생한 정신적으로 문제가 생겨서 공연을 안 하겠다고 선언한다.
이후로 스튜디오 뮤지션으로 전업하게 되며 1983년 Mummer를 녹음에 착수하지만 이번엔 드러머 테리 챔버스가 빠져나가게 된다. 당시엔 드럼머신에 대한 거부감으로 탈퇴했다고 알려졌지만 실제로는 당시 호주 여친과 결혼해 살고 싶었던게 큰 이유였다고 한다. 테리 챔버스는 이후로 음악계랑 거리를 두며 살게 된다.
1984년 The Big Express는 다시 한번 초기 시절로 돌아가면서도 작곡 능력의 발전으로 좋은 평가를 받지만 레코드 사와 불화를 일으켜 판매량은 저조했다. 이 시기 1960년대 록 밴드에 대한 존경심으로 장난삼아 만든 얼터 에고 듀크스 오브 스트라토스피어The Dukes of Stratosphear의 EP가 생각외로 대단한 반응을 일으키기도 했다. 1986년 토드 런그렌과 함께 Skylarking과 녹음에 착수, 발표하게 된다. Skylarking은 이후 이들의 최대 걸작이자 록 음악사의 명반으로 자리잡게 된다.
The Dukes of Stratosphear 명의로 첫 앨범 Psonic Psunspot 발표한 후 1989년에 만든 좀더 상업적으로 만든 앨범 Oranges and Lemons는 큰 인기를 끌게 된다. 이 즈음부터 방송국들 위주로 공연을 재개하기 시작했다. 이어 내놓은 Nonsuch도 환대를 받으며 상당히 성공을 했다. 그러나 Nonsuch 발표 후 밴드와 버진 레코드 간의 불화가 극대화되어서 결국 이들은 버진을 떠나게 된다. 그후 7년동안 침묵을 지키다가 1999년 Apple Venus 연작을 발표하면서 다시 극찬을 받게 되었다.
그러나 연작 작업 도중 그레고리가 밴드를 떠나고 몰딩도 파트리지랑 사이가 틀어져 음악업에서 손을 떼기 시작하면서 2005년, XTC는 30년 간의 기나긴 장정을 마치고 역사의 뒤안길로 사라지게 되었다. 다만 2008년 몰딩이 밝히길 파트리지하고 이메일로 다시 연락하기 시작했으며 2012년부터는 간간히 보컬도 제공하며 모습을 드러내고 있다.

## 디스코그래피
- White Music (1978)
- Go 2 (1978)
- Drums and Wires (1979)
- Black Sea (1980)
- English Settlement (1982)
- Mummer (1983)
- The Big Express (1984)
- 25 O'Clock (1985, the Dukes of Stratosphear)
- Skylarking (1986)
- Psonic Psunspot (1987, the Dukes of Stratosphear)
- Oranges & Lemons (1989)
- Nonsuch (1992)
- Apple Venus Volume 1 (1999)
- Wasp Star (Apple Venus Volume 2) (2000)